# Harri Leppänen
Harri Olavi Leppänen, född 12 mars 1952 i Myllykoski, 13 december 2017 på Teneriffa, var en finländsk grafiker och skulptör. 
Leppänen studerade 1976–1977 vid Fria konstskolan, arbetade 1977–1982 i Aukusti Tuhkas grafikverkstad och 1982–1983 i Grafiris studio samt ställde ut första gången 1980. Han blev på 1980-talet känd för sina färglitografier; starka abstrakta och informalistiska formkompositioner med associationer till det urbana landskapet. På 1990-talet antog hans grafiska kompositioner på papper mera ornamentala och dekorativa drag, samtidigt som han (1989) började arbeta med skulpturer av papper, trä, linne och färgpatina. Skulpturernas organiska formspråk återspeglade ofta motiven i hans grafik. I sina litografier på handgjort papper har han använt bladguld som förmedlat intryck av bysantinsk arkitektur och ikonkonst. Även i senare målningar, i stort format, i början av 2000-talet, gjorde han bruk av rikligt med guld som gett arbetena tredimensionella, skulpturala drag. Han verkade som lektor vid Bildkonstakademin 1987–1990, överlärare 1990–1991 och biträdande rektor 1991–1992. Han var ledare för ett centrum för papperskonst i Borgå på 1990-talet.